# Françoise Borie
Pour les articles homonymes, voir Borie (homonymie).
Françoise Borie, née le 16 février 1947 à Oran, est une nageuse française. Elle nage pour le club des Dauphins du TOEC et participe aux Jeux olympiques d'été de 1964, en tant que doublure de Christine Caron.
Elle est championne du monde universitaire du 100 mètres dos en 1965 et vice-championne en 1967.